# Ratusz w Swarzędzu
Ratusz w Swarzędzu – budynek ratusza zlokalizowany w Swarzędzu, pośrodku rynku.

## Historia
Pierwszy swarzędzki ratusz był zbudowany z drewna, co wynikało z aktu lokacyjnego miasta. W 1695 miasto zawarło kontrakt na budowę nowego, murowanego ratusza, jednak drewniany istniał jeszcze w końcu XVIII wieku i dopiero wtedy uległ rozbiórce. Przy ratuszu stały kramy i ławy, z których miasto czerpało stosowne opłaty. Budowa nowego ratusza zakończyła się dopiero w drugiej połowie XIX wieku (ratusz otwarto około 1860 jako budynek jednopiętrowy). Obecny kształt architektoniczny nadali mu okupanci niemieccy w okresie II wojny światowej.
28 czerwca 1956 grupa powstańców opanowała posterunek Milicji Obywatelskiej zlokalizowany w ratuszu, zdobywając m.in. broń.